# Шримсові
Шримсові (Crangonidae) — родина креветок, що відносяться до надродини Crangonoidea. Одним із представників родини є важливий промисловий вид — Шримс звичайний (Crangon crangon), який є типовим видом роду шримс (Crangon).

## Роди
Родина містить 24 роди:
- Aegaeon Agassiz, 1846
- Argis Krøyer, 1842
- Crangon Fabricius, 1798
- Lissocrangon Kuris & Carlton, 1977
- Lissosabinea Christoffersen, 1988
- Mesocrangon Zarenkov, 1965
- Metacrangon Zarenkov, 1965
- Morscrangon † Garassino & Jakobsen, 2005
- Neocrangon Zarenkov, 1965
- Notocrangon Coutière, 1900
- Paracrangon Dana, 1852a
- Parapontocaris Alcock, 1901
- Parapontophilus Christoffersen, 1988
- Philocheras Stebbing, 1900
- Placopsicrangon Komai & Chan, 2009
- Pontocaris Bate, 1888
- Pontophilus Leach, 1817
- Pseudopontophilus Komai, 2004
- Prionocrangon Wood-Mason & Alcock, 1891
- Rhynocrangon Zarenkov, 1965
- Sabinea J. C. Ross, 1835
- Sclerocrangon Sars, 1883
- Syncrangon Kim & Hayashi, 2003
- Vercoia Baker, 1904